# 介抱
| ウィキペディアには「介抱」という見出しの百科事典記事はありません（タイトルに「介抱」を含むページの一覧/「介抱」で始まるページの一覧）。 代わりにウィクショナリーのページ「介抱」が役に立つかもしれません。 |